# Миранда, Давид
Давид Миранда (порт. David Miranda), полное имя Давид Мишаэл душ Сантуш Миранда (порт. David Michael dos Santos Miranda; 10 мая 1985, Рио-де-Жанейро, Бразилия — 9 мая 2023, Рио-де-Жанейро, Бразилия) — бразильский журналист и политик. В 2017—2019 годах служил советником города Рио-де-Жанейро. Он был членом Палаты депутатов Бразилии, представляя штат Рио-де-Жанейро с 2019 до 2023 года. Он был связан с Партией социализма и свободы, а после 2022 года — Демократической рабочей партией.

## Личная жизнь
Родился в пригороде Рио-де-Жанейро 10 мая 1985 года. В возрасте пяти лет потерял мать; отца никогда не видел. Рос в семье тётки, воспитывавшей своих пятерых детей и работавшей уборщицей. В возрасте девяти лет начал подрабатывать продавцом лотерейных билетов, уборщиком офисов, доставщиком брошюр, диспетчером и оператором телемагазина. В возрасте тринадцати лет переехал из дома тётки к двоюродным братьям в фавелу Рату-Молхаду, в районе Инхаума на севере Рио-де-Жанейро. В возрасте двадцати лет продолжил образование, которое завершил в 2014 году, окончив Высшую школу рекламы и маркетинга. Свободно владеет португальским и английским языками.
Давид Миранда — открытый гомосексуал. В 2005 году на пляже в Ипанеме он познакомился с гражданином США Гленном Гринвальдом, с которым в том же году сочетался официальным браком. Супруги жили в Рио-де-Жанейро, воспитывали двух приёмных детей — Жуана и Джонатана и содержали приют для собак.
Был кандидатом в президенты Бразилии в 2022 г от Демократической рабочей партии проиграл праймериз кандидатов, снял свою кандидатуру.
6 августа 2022 года был госпитализирован с гастроинтестинальной инфекцией, за чем последовал ещё ряд заболеваний. После девяти месяцев в больнице скончался 9 мая 2023 года за день до своего 38-летия. Соболезнования принесли многие бразильские политики, включая его текущих и бывших однопартийцев, а также президента Луиса Инасиу Лулу да Силву.

## Журналист и гражданский активист
Миранда возглавлял кампанию по предоставлению убежища в Бразилии Эдварду Сноудену. Вместе с супругом, журналистом Гленном Гринвальдом, он работал над публикацией разоблачений, содержащихся в материалах, предоставленных американским ренегатом, в которых подробно говорилось о массовой слежке за гражданами разных стран со стороны Агентства национальной безопасности США. В рамках кампании Миранда встретился с Лусианой Женру, кандидатом от Партии социализма и свободы на выборах президента Бразилии в 2014 году, от которой, в случае её избрания, получил согласие предоставить Эдварду Сноудену убежище. Кампанию Миранды поддержали многие общественные деятели и политики страны, однако она не нашла понимания у правительства Дилмы Русеф.
В августе 2013 года журналист был задержан британской полицией в аэропорту Хитроу на девять часов в соответствии с Приложением 7 Закона о терроризме 2000 года, после того, как прилетел из Берлина, чтобы пересесть на самолёт до Рио-де-Жанейро. Вещи Миранды были конфискованы, в том числе внешний жесткий диск, на котором хранились конфиденциальные документы, имевшие отношение к отчетам Гринвальда; последние были зашифрованы с помощью программного обеспечения для шифрования TrueCrypt. Гринвальд охарактеризовал задержание своего партнёра, как «сигнал запугивания тем из нас, кто писал об Агентстве национальной безопасности США и Центре правительственной связи Великобритании». Сам Миранда описал обращение с ним со стороны британской полиции и спецслужб как «психологическую пытку». В 2014 году для статьи Гринвальда изданию «Перехват» Миранда взял интервью у Жаира Болсонару, который в то время был малоизвестным начинающим политиком.

## Политик
В 2016 году, вместе с Мариэль Франку, с которой его связывали дружеские отношения, Миранда стал первым представителем ЛГБТ-сообщества, избранным в городской совет Рио-де-Жанейро. В качестве советника, он, в первую очередь, занимался решением проблем маргинализированных слоев населения города. После заказного убийства Франку в марте 2018 года, Миранда и члены его семьи были вынуждены пересесть на пуленепробиваемые автомобили и нанять охрану. В том же 2018 году на выборах в законодательное собрание штата Рио-де-Жанейро Миранда был избран от Партии социализма и свободы заместителем депутата Жана Уиллиса, также являвшегося представителем ЛГБТ-сообщества. В январе 2019 года, из-за угроз в свой адрес, Уиллис отказался от депутатского мандата и покинул страну. Миранда занял его место. Уже во время принесения присяги он подвергся травле со стороны сторонников президента Жаира Болсонару. В адрес Миранды и членов его семьи регулярно поступали угрозы со стороны гомофобов.
В сентябре 2019 года в прессе появилась информация о расследовании, проведенном подразделением Министерства экономики Бразилии, которое якобы выявило подозрительные транзакции на сумму 2,5 миллиона реалов на личном банковском счете Миранды с 2018 по 2019 год. В результате прокуратура начала расследование. По сообщениям СМИ, следователи подозревали Миранду в «сокрытии происхождения» средств и участии в незаконной практике, когда государственные служащие, работающие в офисах выборных должностных лиц, возвращают часть своей зарплаты своему начальнику. Ранее в подобном преступлении были уличены сыновья президента Жаира Болсонару — Флавио и Карлос. Миранда отрицал обвинения. Супруг политика, Гринвальд обвинил официальные власти в преследовании его партнёра по политическим причинам из-за участия Миранды в расследовании коррупции в органах прокуратуры и судебной системы Бразилии. Левоцентристский кандидат в президенты 2018 года Сиру Гомеш и правоцентристский эксперт Рейнальду Азеведу назвали расследование против Миранды как заказное в духе полицейского государства и политических преследований. Через несколько дней после публикации в прессе Миранда и Гринвальд открыли свои банковские счета для публичного доступа и призвали семью Болсонару последовать их примеру.